# Cantó de Vanves
El cantó de Vanves és un antic cantó francès del departament dels Alts del Sena, que estava situat al districte d'Antony. Comptava amb el municipi de Vanves.
Al 2015 es va unir al cantó de Clamart.

## Municipis
- Vanves

## Història
| Data d'elecció                           | Identitat          | Partit  | Qualitat |
| ---------------------------------------- | ------------------ | ------- | -------- |
| 1967-1980                                | André Roche        | RPR     |          |
| 1980-1998                                | Roger Aveneau      | UDF-CDS |          |
| 1998-2004                                | Bernard Gauducheau | UDF     |          |
| 2004-                                    | Guy Janvier        | PS      |          |
| les dades anteriors no són pas conegudes |                    |         |          |
|                                          |                    |         |          |

## Demografia
| A partir de 1990: Població sense dobles comptes |